# Brassavola revoluta
Brassavola revoluta är en orkidéart som beskrevs av João Barbosa Rodrigues. Brassavola revoluta ingår i släktet Brassavola och familjen orkidéer. Inga underarter finns listade i Catalogue of Life.